# Земан, Йиндржих
Йи́ндржих Зе́ман (чеш. Jindřich Zeman; род. 30 сентября 1950, Яблонец-над-Нисоу, Либерецкий край) — чешский саночник, выступал за сборную Чехословакии в 1970-х годах. Участник двух зимних Олимпийских игр, обладатель бронзовой медали чемпионата Европы, призёр и участник многих международных турниров. Также известен как тренер, в данный момент возглавляет национальную команду Чехии.

## Биография
Йиндржих Земан родился 30 сентября 1950 года в городе Яблонец-над-Нисоу. На международном уровне дебютировал в 1973 году на чемпионате Европы в немецком Кёнигсзе занял двадцать восьмое место в мужском одиночном разряде и десятое в парном. Также в этом сезоне участвовал в заездах чемпионата мира на трассе в Оберхофе, финишировал двадцать пятым среди одиночек и двадцатым среди двоек. Год спустя представлял Чехословакию на европейском первенстве в австрийском Куфштайне, был двадцать третьим в одиночках. Ещё через год съездил на мировое первенство в шведский Хаммарстранд, пришёл к финишу семнадцатым и шестнадцатым на одноместных и двухместных санях соответственно.
Благодаря череде удачных выступлений в 1976 году Земан удостоился права защищать честь страны на зимних Олимпийских играх в Инсбруке, в одиночках занял восемнадцатое место, тогда как в двойках вместе со своим бессменным партнёром Владимиром Реслем добрался до шестой позиции. После Олимпиады остался в основном составе национальной сборной и продолжил ездить на крупнейшие международные турниры. Так, в 1977 году был шестым на чемпионате Европы в Кёнигсзе, в 1978-м занял восьмое место на чемпионате мира в австрийском Имсте, а также завоевал бронзовую медаль на европейском первенстве в Хаммерстранде.
Не менее насыщенным получился и 1979 год, на чемпионате мира в Кёнигсзе Земан занял восемнадцатое и седьмое места в одиночках и двойках соответственно, тогда как на чемпионате Европы в Оберхофе был шестым среди двоек. В следующем сезоне они с Реслем расположились на шестой строке общего зачёта Кубка мира и прошли квалификацию на Олимпийские игры 1980 года в Лейк-Плэсид — планировали побороться здесь за медали, но в итоге оказались лишь на восьмой позиции. Помимо этого, Земан участвовал здесь в состязаниях одиночек и по итогам всех четырёх заездов закрыл десятку сильнейших. Вскоре после этих соревнований он принял решение завершить карьеру спортсмена, уступив место в сборной молодым чехословацким саночникам. Впоследствии перешёл на тренерскую работу, в настоящее время является главным тренером национальной команды Чехии по санному спорту.